# シュトゥットガルト室内管弦楽団
シュトゥットガルト室内管弦楽団（独: Stuttgarter Kammerorchester）は、ドイツ・バーデン＝ヴュルテンベルク州シュトゥットガルトに本拠を置く室内オーケストラである。

## 概要
1945年にカール・ミュンヒンガーによりバロック音楽を主として演奏することを目的として設立。20世紀後半におけるバロック・ブームの火付け役ともいえる存在で、それまでバロック音楽をロマン派風に演奏するのが一般的だったが、それとは一線を画す演奏スタイルは世界中に大きな影響を与えた。1990年にミュンヒンガーが死去して以降、1995年から2006年までデニス・ラッセル・デイヴィスが首席指揮者を務め、それまでほとんど取り上げていなかった現代音楽にも取り組んだ。2006年からミヒャエル・ホフステッター、2013年からマティアス・フォレムニー、2019年からトーマス・ツェートマイアーが首席指揮者を務める。
レコーディングはミュンヒンガー指揮でバロック音楽を中心に多くあり、世界と日本でベストセラーになったヴィヴァルディ「四季」の世界初となるレコード録音、J.S.バッハ、テレマン等の各種管弦楽曲・宗教曲などが代表作として挙げられる。またデイヴィス指揮では、フィリップ・グラスの交響曲シリーズや、ジャズピアニストのキース・ジャレット独奏でモーツァルトのピアノ協奏曲集などがある。